# Горелов, Игнат Ефимович
Игна́т Ефи́мович Горе́лов (15 сентября 1931, п. Тимонино, Ачинский район, Красноярский край — 28 апреля 2013, Москва) — советский и российский историк, писатель, автор биографических очерков о деятелях революционного движения. Доктор исторических наук, профессор.

## Биография
В 1952 году с отличием окончил Южно-Сахалинское педагогическое училище, получил квалификацию учителя начальной школы. В том же году поступил в Московский государственный педагогический институт имени А. С. Бубнова на специальность «История». В 1956 году окончил его с отличием, получив квалификацию «учитель истории средней школы».
В 1968 году в МГПИ имени В. И. Ленина защитил диссертацию на соискание учёной степени кандидата исторических наук по теме «Из истории Московского областного бюро РСДРП (1905—1917 гг.)» (специальность 570 История Коммунистической партии Советского Союза).
В 1967—1974 годах — инспектор отдела пропаганды Министерства высшего и среднего специального образования СССР.
В 1974—1984 годах заведовал кафедрой истории КПСС Всесоюзного заочного финансово-экономического института.
В 1980 году в МГУ имени М. В. Ломоносова защитил диссертацию на соискание учёной степени доктора исторических наук по теме «Борьба большевиков за единство РСДРП в годы реакции (1907—1910 гг.)» (специальность — 07.00.01 История Коммунистической партии Советского Союза).
В 1984—1987 годах — профессор Института повышения квалификации преподавателей общественных наук МГУ имени М. В. Ломоносова.
В 1992—1995 годах — профессор Московского энергетического института.
В 1998—2011 годах — профессор Российского государственного университета туризма и сервиса.
Похоронен в Москве на Хованском кладбище.

### Семья
- Мать — Федосия Федоровна
- Отец — Ефим Малахович
- сын — Олег, кандидат исторических наук[5];
- дочь — Светлана, кандидат исторических наук.
- племянник — историк Сергей Реснянский[6].

## Научные труды

### Монографии
- Горелов И. Е. Большевики в период реакции (1907—1910 гг.): Спецкурс по истории КПСС для ист. фак. гос. ун-тов и пед. ин-тов.  — М.: Высшая школа, 1975. — 216 с.
- Горелов И. Е. Идейный и организационный разгром оппортунизма в РСДРП 1907-1912 гг. — М.: Мысль, 1983. — 223 с.
- Горелов И. Е. Николай Бухарин. М.: Московский рабочий, 1988. — 284 с. ISBN 5-239-00604-0
- Горелов И. Е. Большевики и легальные организации рабочего класса. — М.: Высшая школа, 1980. — 207 с.

### Учебники и учебные пособия
- Горелов И. Е., Угрюмов А. Л. Шестая (Пражская) Всероссийская конференция РСДРП: Учебное пособие для вузов. — М.: Высшая школа, 1975. — 143 с. (Студенту, изучающему историю КПСС).
- Горбатов О. М., Горелов И. Е. Классовый характер внешней политики СССР: Учеб. пособие по истории КПСС для вузов. — М.: Высшая школа, 1974. - 102 с.
- Чернобаев А. А., Горелов И. Е., Зуев М. Н. и др. История России для технических вузов 4-е изд., пер. и доп. Учебник для бакалавров. — М.: Издательство Юрайт 2013 ISBN 978-5-9916-2324-7

### Брошюры
- Горелов И. Е. В. И. Ленин и вопросы единства рабочего движения. — М.: Знание, 1967. — 33 с. (В помощь лектору/ О-во "Знание" РСФСР. Науч.-метод. совет по пропаганде всеобщей истории и междунар. отношений. 50 лет Великого Октября).
- Горелов И. Е., Демидов Л. И., Дронь П. П. В. И. Ленин о единстве рабочего движения и современность. — Мн.: Изд-во БГУ, 1971. — 83 с.
- Горелов И. Е., Черноскулов В. И. Дальнейшее развитие ленинского учения о партии в новой редакции Программы КПСС. — М.: Знание, 1986. — 64 с.
- Горелов И. Е., Горбатов О. М. XXVII съезд КПСС об основных целях и направлениях внешнеполитической стратегии партии. — М.:Знание, 1986. — 40 с. (В помощь лектору. О-во "Знание" РСФСР, Секция пропаганды истории СССР и истории КПСС).
- Горелов И. Е., Осипов А. Г. На крутом переломе: Из истории внутрипартийной борьбы между XV и XVI съездами ВКП(б). — М. : Знание, 1988. — 64 с. (История и политика КПСС).

### Статьи
- Тринадцатый съезд РКП(б) / Горелов И. Е., Трубицын А. М. // Тихоходки — Ульяново. — М. : Советская энциклопедия, 1977. — (Большая советская энциклопедия : [в 30 т.] / гл. ред.  А. М. Прохоров ; 1969—1978, т. 26).

## Научная редакция
- Методика преподавания истории КПСС в заочном вузе / В. К. Горев, Н. С. Давыдова, А. С. Рудь и др.; Под ред. И. Е. Горелова. — М. : Высшая школа, 1985. — 192 с.
- Большевики: Документы по истории большевизма с 1903 по 1916 г. б. Моск. охран. отд-ния / Науч. редактирование, предисл. и коммент. И. Е. Горелова. — 3-е изд. — М.: Политиздат, 1990. — 335 с. ISBN 5-250-00907-7
- Славная победа русского оружия (к 300-летию Полтавской баталии): материалы Международной научной конференции, Москва, 12 мая 2009 г. / Моск. ин-т экономики, менеджмента и права (МИЭМП); под общ. ред. И. Е. Горелова, В. А. Потатурова. — М.: МИЭМП, 2009. — 134 с. ISBN 978-5-9580-0047-0